# Blas Parera

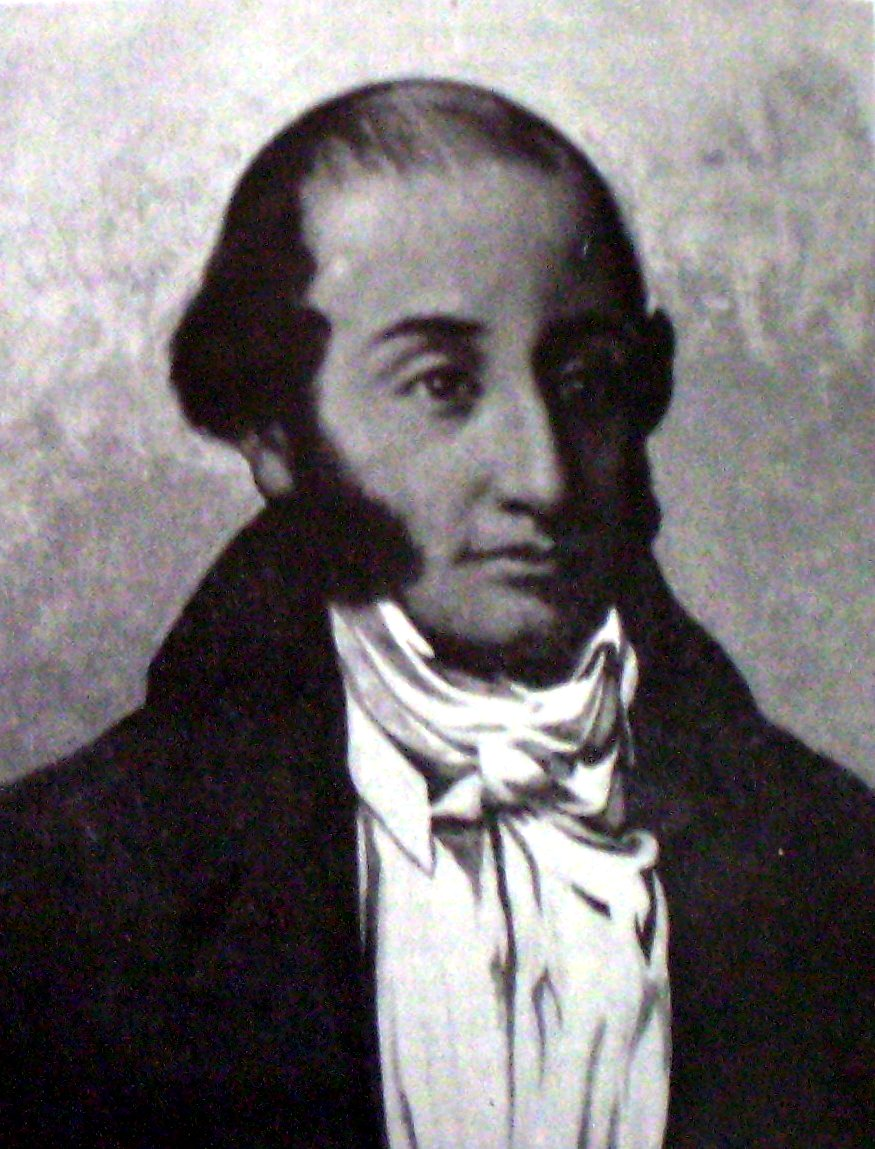
Blas Perera, mais conhecido como Blas Parera

Blas Perera, conhecido como Blas Parera (Múrcia, 3 de fevereiro de 1776 — Mataró, 7 de janeiro de 1840), foi um compositor espanhol. É célebre por ser o autor da canção do Hino Nacional Argentino.
Entre outras obras, compôs:
- Cântico patriótico (1812), com letra de Saturnino de la Rosa
- Canto em memória de Mariano Moreno (1812)
- "Hino Patriótico Original para Grande Orquestra" (1812), com letra de Cayetano José Rodríguez
- "Hino Nacional Argentino" (1813), com letra de Vicente López
- "O 25 de maio", ou "Hino da Liberdade" (1812), obra lírica com libreto de Luis Ambrosio Morante
- Diversas outras composições, canções, marchas militares, etc.